# Isla Vostok

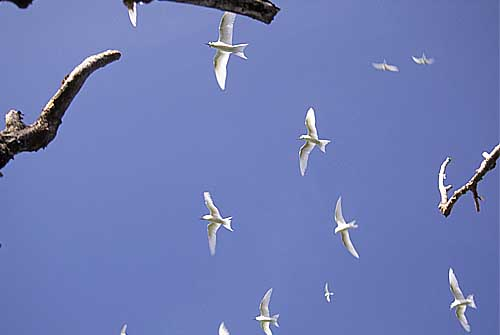
Charrán blanco.

La isla Vostok, también conocida como isla Staver, es una isla de coral deshabitada en el área central del océano Pacífico, parte de las islas de la Línea, pertenecientes a la República de Kiribati. Otros nombres anteriores de la isla fueron: Anne, Bostock, Leavitts, Reaper, Staver, Vostock, Wostock o Wostok.
Descubierta en 1820 por el explorador ruso Fabian Gottlieb von Bellingshausen, el cual nombró la isla según el nombre de su barco Vostok (Восток, que significa "Este" en ruso). Solo tiene 1.5 kilómetros de longitud (0,24 km²), tiene una apariencia triangular y se eleva hasta 5 metros sobre el nivel del mar. El centro de la isla está cubierto de árboles del género Pisonia. Vostok fue impuesta bajo el Acta de Islas Guaneras de 1856, pero nunca fue minada por fosfato.
La isla Vostok está protegida como «Santuario de Vida Salvaje de la Isla Vostok», protegiendo importantes colonias de aves marinas como el alcatraz patirrojo (Sula sula), la fragata chica (Fregata minor), el rabihorcado chico (F. ariel), Anous minutus y el charrán blanco (Gygis alba).
- Datos: Q976570
- Multimedia: Vostok Island / Q976570